# Jüdischer Friedhof (Lösnich)

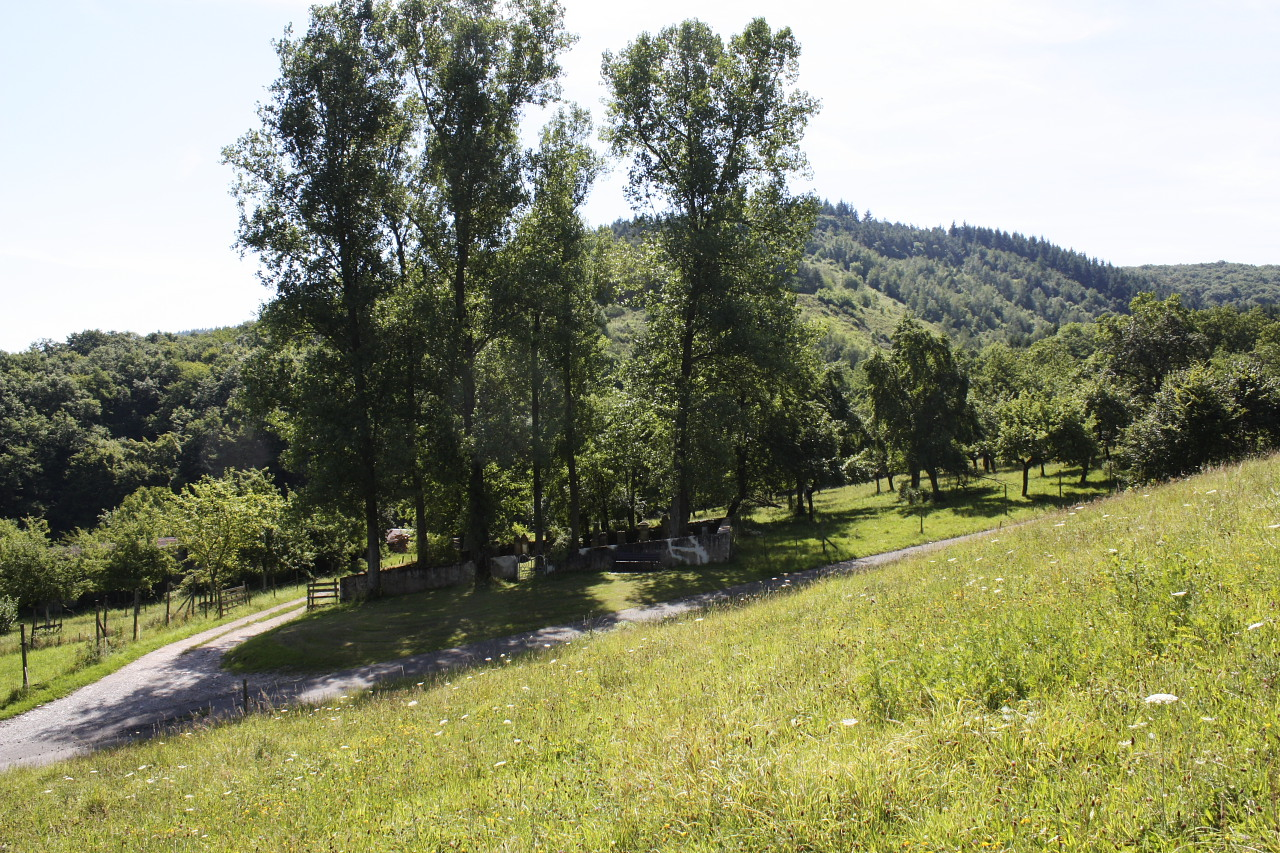
Der alte jüdische Friedhof Lösnich von 1883 in der Gemarkung „Im Arbert“

Der alte jüdische Friedhof von Lösnich im Kreis Bernkastel-Wittlich wurde Ende des 19. Jahrhunderts angelegt. Vor der Genehmigung zur Anlage des Friedhofs 1883 benutzen die jüdischen Mitbürger einen anderen Ort als Begräbnisplatz, der aber ganz in der Nähe gelegen haben muss. Die Lagebeschreibung in einer handschriftlich angefertigten Skizze bezeichnet die fast zwei Morgen große Parzelle mit dem Namen „Burgbüsch“ neben der Büschwiesen am Erbertsgraben. Der Anlegung des neuen Friedhofs im Distrikt Erbert war ein jahrzehntelanger Streit mit der „Israelitischen Gemeinde“ vorausgegangen.

## Geschichte

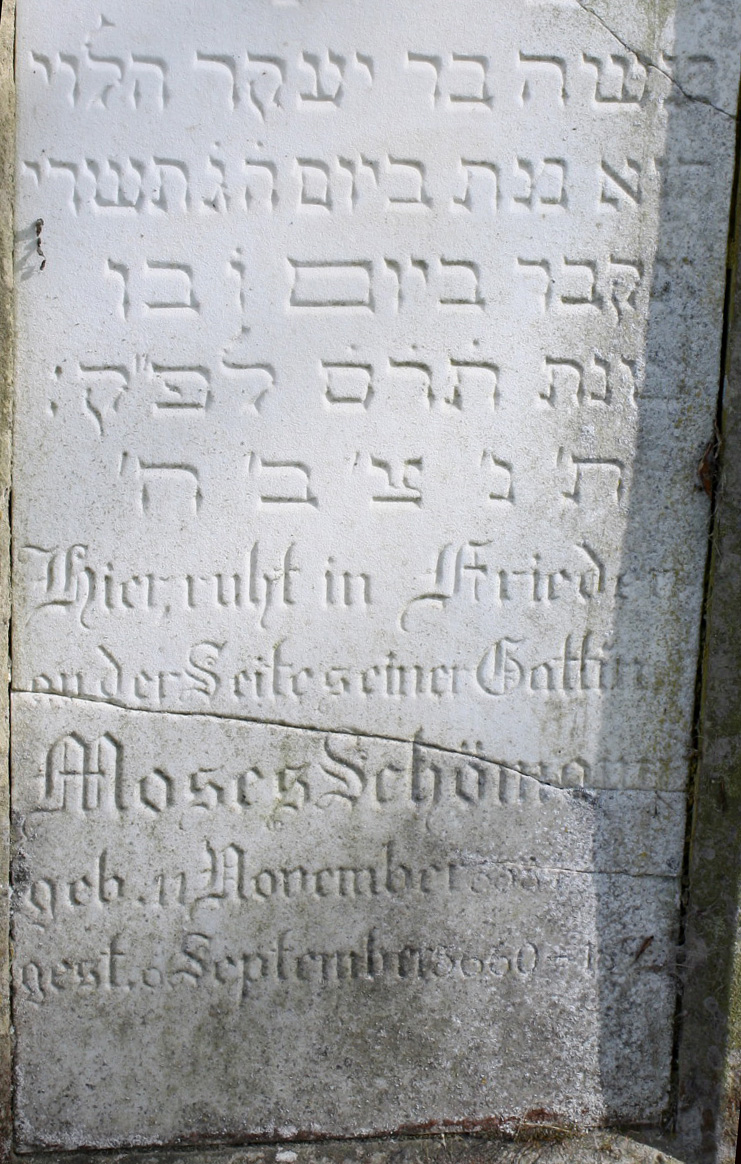
Inschrift in Hebräisch und Deutsch auf einem Grabstein auf dem ehemaligen jüdischen Friedhof von 1883 in Lösnich

Bereits 1814 kam es zu einer Auseinandersetzung zwischen den Grafen von Kesselstatt und der Gemeinde Lösnich bezüglich des umstrittenen Eigentumsrechts am ersten jüdischen Begräbnisplatz. Die Gemeinde gab an, dass sich die Juden auf kein verbrieftes Recht zur Nutzung dieses Platzes als Begräbnisstätte berufen könnten. Die Grafen von Kesselstatt sprachen den Juden jedoch das Recht zu aufgrund von Hinweisen in alten Renovationsakten. Die Eigentumsfrage selbst wurde nicht abschließend geklärt. Die Grafen von Kesselstatt waren die letzten Feudalherren der Herrschaft Lösnich bis zur Besetzung der linksrheinischen Gebiete 1794 durch die Franzosen.
Im November 1864 bat der Vorsteher der israelitischen Gemeinde den Bürgermeister in Zeltingen, den bereits seit 100 Jahren in Nutznießung habenden Gottesacker mit einem Graben umgeben zu dürfen, damit Vieh vor dem Weiden auf dem Gottesacker abgehalten würde. Der Ortsvorsteher von Lösnich gab sein Einverständnis zu den Einzäunungsplänen, wies aber ausdrücklich darauf hin, dass den Juden damit keine Eigentumsrechte zugestanden würden, da sie auch keinen Besitztitel nachweisen könnten. Im Jahre 1816 hätte die Gemeinde diese Parzelle, der größte Teil wäre jetzt Wiese, dem Pastor zur Nutzung zugewiesen. Das aus der Holzfällung vereinnahmte Geld wäre zur Ausstattung der Landwehr verwendet worden.
Als die Juden 1871 angeblich den Eichenstockboden auf der Begräbnisstätte abgehauen hatten, entbrannte der Streit um die Eigentumsrechte erneut und führte schließlich zu einem Prozess vor dem Zivilgericht. Am 3. Januar 1873 wurde der Prozess zu Ungunsten der Beklagten entschieden.
Im Juni 1873 wurde zu einer Beschwerde der Juden vermerkt, dass die Juden für 41 Personen zwei Morgen Land als Begräbnisstätte in Anspruch nehmen würden und die Juden von Bausendorf, Erden und Kröv das Recht hätten, in Lösnich beerdigt zu werden. Die Kröver stammten aus Lösnich und hätten 27 Jahre ihre Leute in Lösnich beerdigt. Es seien aber nur zwei Männer, und nicht länger als über 30 Jahre, aus Kröv in Lösnich begraben.
Acht Jahre später, im Dezember 1881, ging beim Bürgermeister in Zeltingen die Beschwerde ein, dass in der schon früher geklagten Angelegenheit bezüglich des Friedhofs noch keine Erledigung erfolgt sei. Der alte Friedhof sei ganz zugewachsen und vom Weg ab die ganze Fläche mit Wasser behaftet und nicht als Friedhof geeignet. Ein neuer Begräbnisplatz, welcher der gesetzlichen Weise entsprechen würde, sei bisher noch nicht eingeräumt worden.

### Die Anlage der neuen Begräbnisstätte

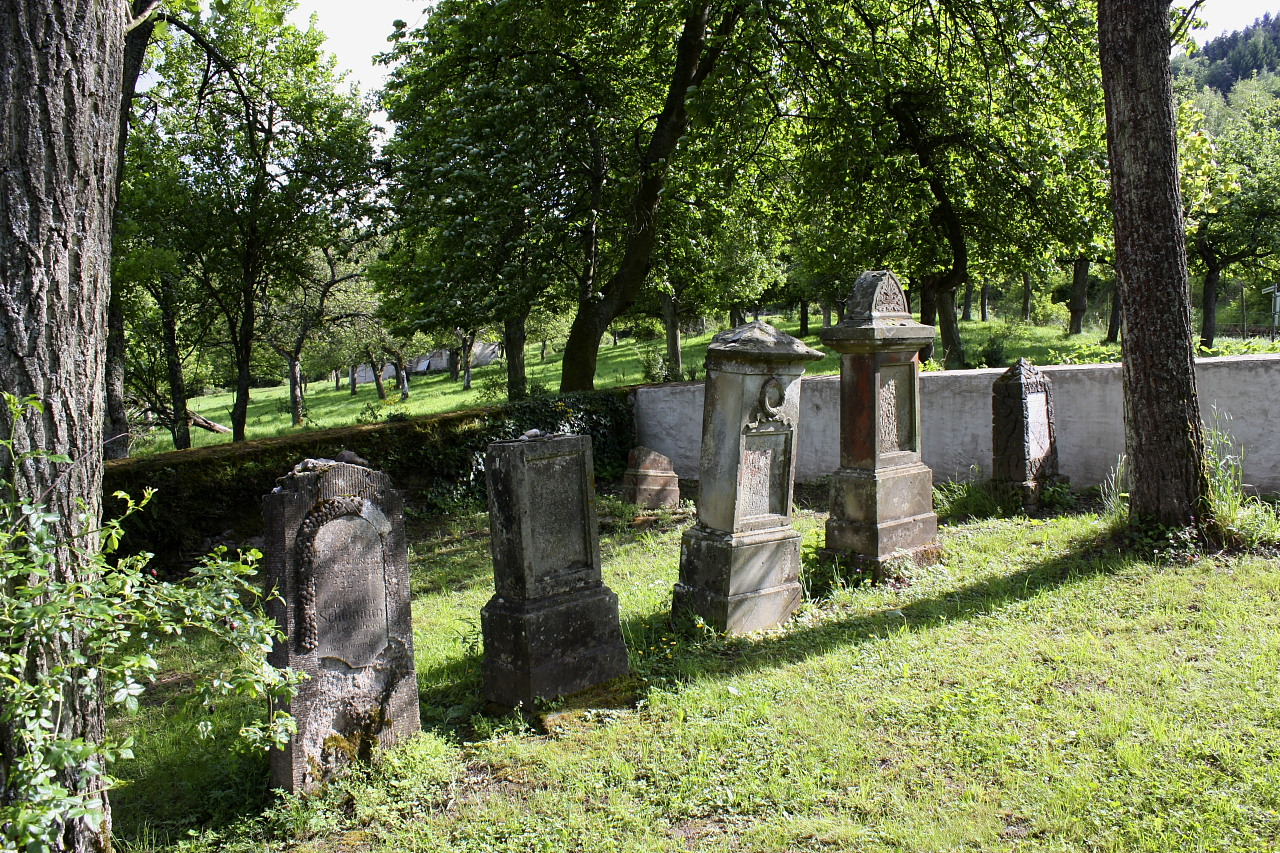
Noch erhaltene Grabsteine auf dem alten jüdischen Friedhof Lösnich von 1883 im Jahr 2014

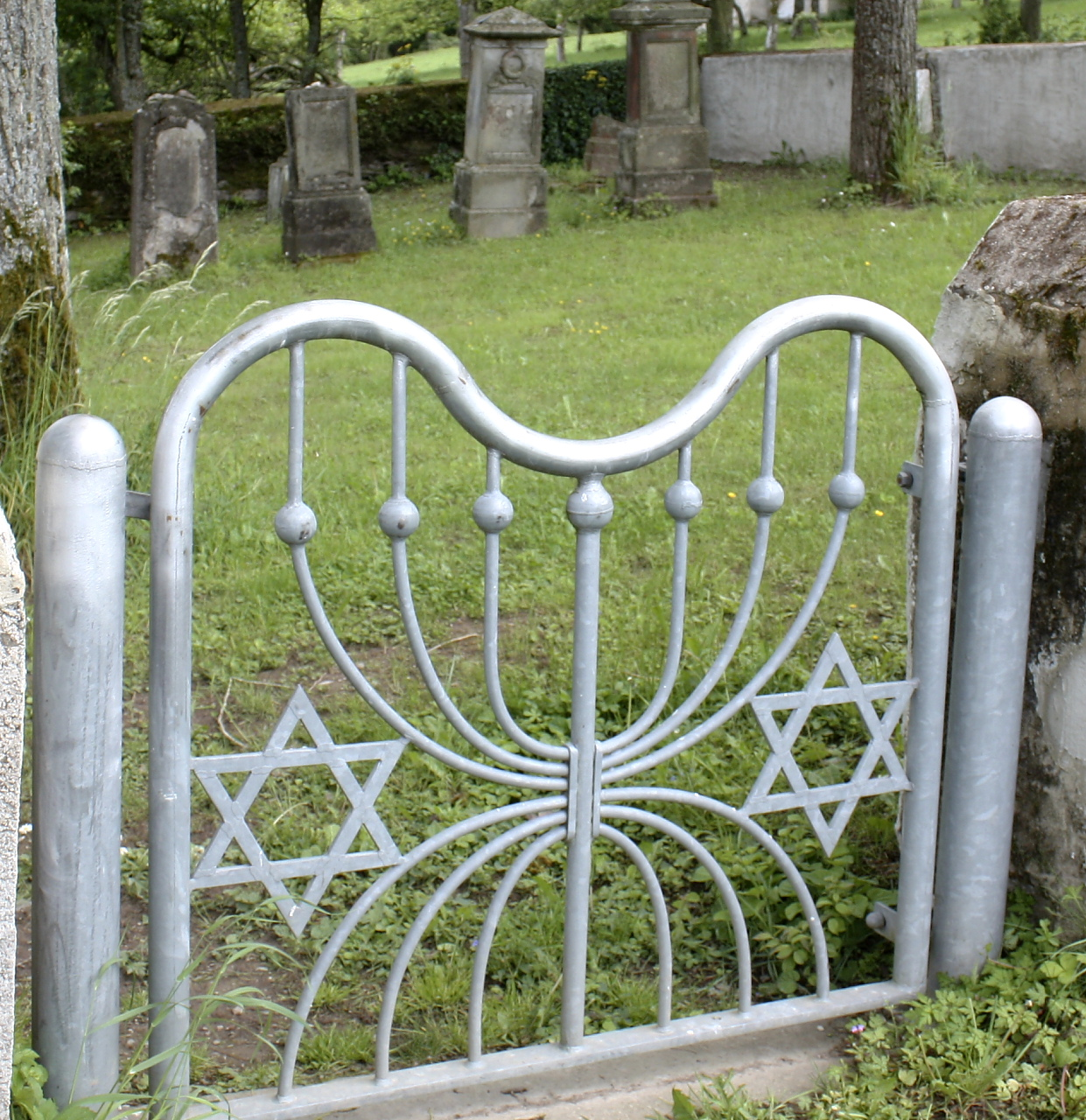
Das 2003 erneuerte Eingangstor zum alten jüdischen Friedhof in Lösnich von 1883

Im Januar 1883 wurde der langjährige Streit um die Begräbnisstätte der Juden schließlich beigelegt. Der Gemeinderat beschloss, eine Parzelle im Distrikt Erbert (heute „Im Arbert“) zu erwerben, um dort einen neuen Begräbnisplatz anzulegen. Die offizielle Genehmigung dieses Vorhabens erfolgte am 1. Mai 1883 durch Herrn von Geldern aus Trier.
Auf dem neuen Friedhof wurden von 1885 bis 1921 neunzehn jüdische Verstorbene beerdigt. Die letzte Beerdigung auf dem Friedhof fand im Mai 1934 statt.
Häufig anzutreffen ist auf den alten jüdischen Grabsteinen der Name Schoemann oder Schömann, der auch ein verbreiteter Name innerhalb der christlichen Familiennamen war. Dies hat seinen Ursprung in der französischen Besetzung der linksrheinischen Gebiete von 1794. 1798 begann die französische Verwaltung mit der Einrichtung von zivilen Standesamtsregistern. Im Juli 1808 bestimmte ein napoleonisches Dekret, dass die jüdische Bevölkerung feste nicht veränderbare Vor- und Familiennamen annehmen mussten. Die in Lösnich ansässigen jüdischen Familien übernahmen dabei den in Lösnich bereits verbreiteten Familiennamen Schömann.

### Die Pflege der jüdischen Gedenkstätte
Seit 1946 liegt die Pflege des jüdischen Friedhofs als Gedenkstätte in der Zuständigkeit der Gemeinde. So berichtete am 24. Januar 2004 der Trierische Volksfreund über erfolgte Instandhaltungsarbeiten an der Gedenkstätte in Lösnich. Im Sommer 2003 war bereits das durch Wildschaden zerstörte Holztor durch ein mit besonderen Motiven gestaltetes Eisentor ersetzt worden. Das einflügelige Tor stellt in der äußeren Form das „M“ der Mittelmosel dar. Ein stilisierter siebenarmiger Leuchter deutet darauf hin, dass es sich hier um einen jüdischen Friedhof handelt. Zwei Davidsterne sollen darauf hinweisen, dass es sich hier um den bereits zweiten jüdischen Friedhof in der Gemeinde handelt.